# Верхнекодунский сомон
Се́льское поселе́ние «Верхнекодунский сомон» (бур. Дээдэ Худанай һомон) — муниципальное образование в Кижингинском районе Бурятии Российской Федерации.
Административный центр — улус Чесан.

## История
Статус и границы сельского поселения установлены Законом Республики Бурятия от 31 декабря 2004 года № 985-III «Об установлении границ, образовании и наделении статусом муниципальных образований в Республике Бурятия»

## Население
| 2002  | 2011  | 2012  | 2013  | 2014  | 2015  | 2016  |
| ----- | ----- | ----- | ----- | ----- | ----- | ----- |
| 1626  | ↘1249 | ↘1216 | ↘1176 | ↘1141 | ↘1099 | ↘1049 |
| 2017  | 2018  | 2019  | 2020  | 2021  | 2023  | 2024  |
| ↘1034 | ↘1027 | ↘996  | ↘957  | ↗967  | ↘929  | ↘908  |

## Состав сомона
| № | Населённый пункт | Тип населённого пункта       | Население |
| - | ---------------- | ---------------------------- | --------- |
| 1 | Булак            | улус                         | ↘202      |
| 2 | Михайловка       | село                         | ↘560      |
| 3 | Чесан            | улус, административный центр | ↘484      |